# Pittore

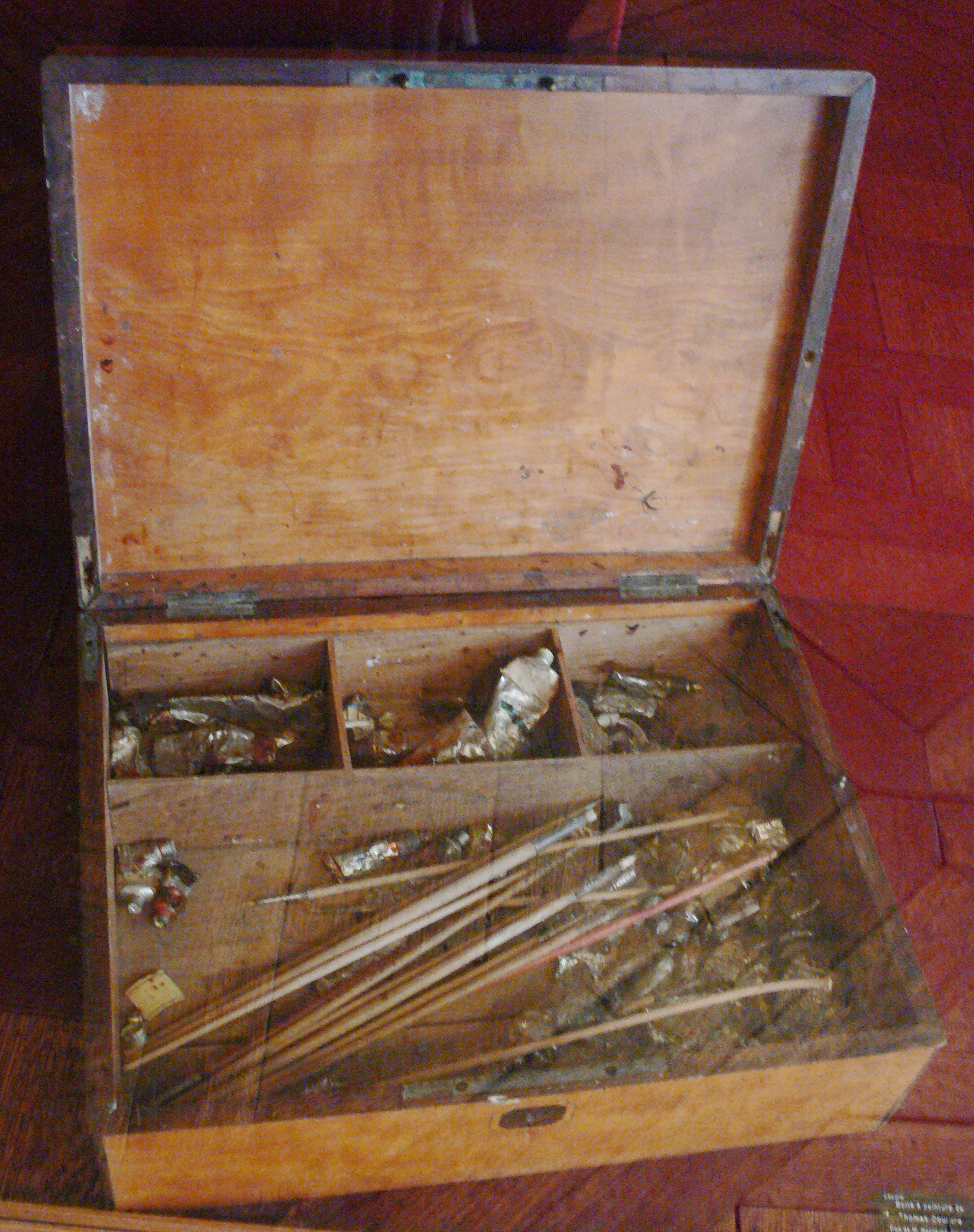
La scatola di lavoro di un pittore, con pennelli e tubetti di colore.

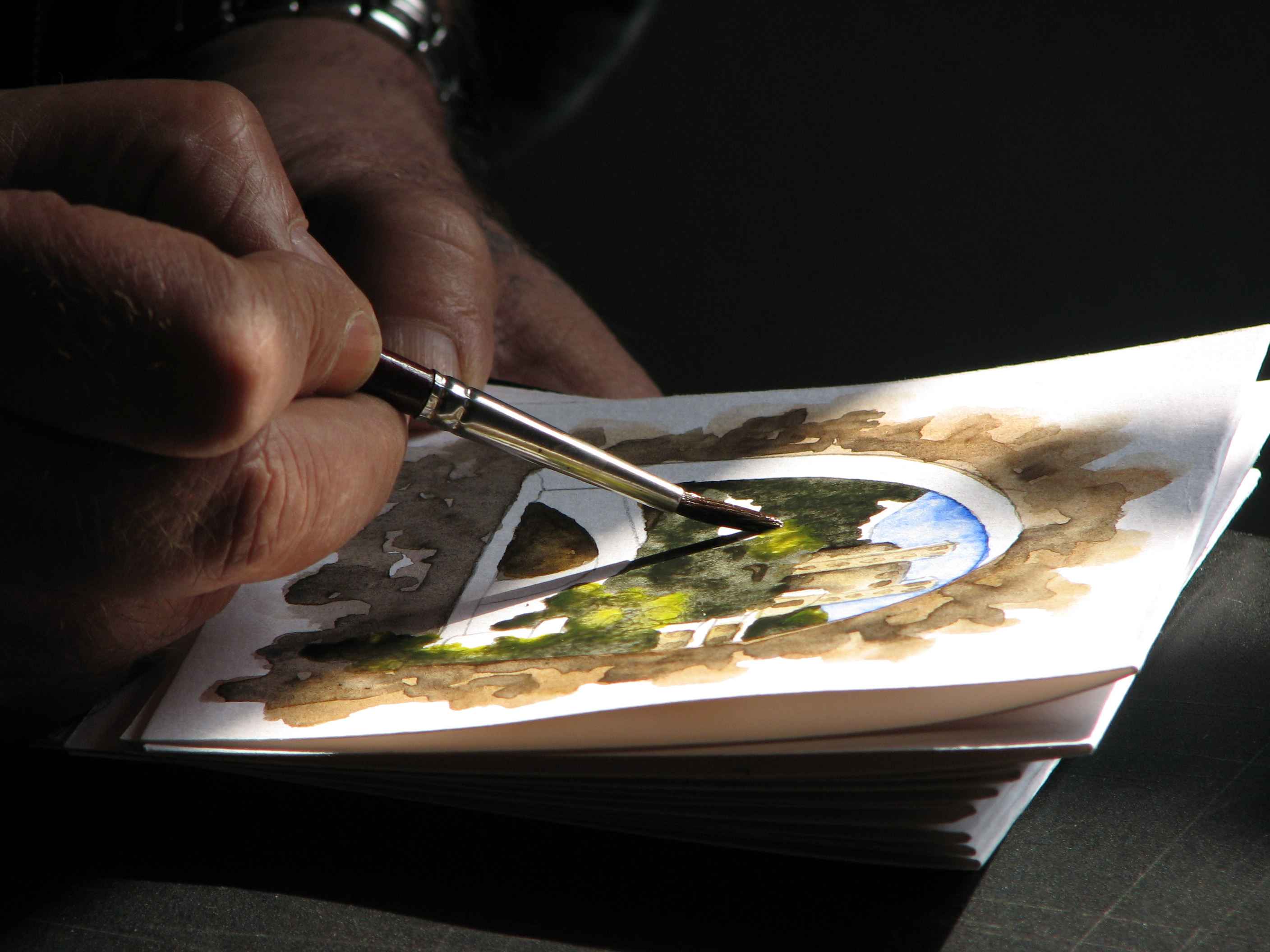
Pittura ad acquerello.

Un pittore è colui che pratica l'arte della pittura, che consiste nel dipingere quadri, affreschi, opere grafiche e in generale decorare superfici di varia natura. Nell'età greca e romana il pittore si occupava anche di decorare le statue, che venivano dipinte in modo da essere il più possibile somiglianti al raffigurato reale.

## Descrizione
Fino al Rinascimento il pittore era soprattutto un artigiano, che spesso non firmava le proprie opere, e che veniva pagato principalmente per raccontare eventi attraverso immagini, siano essi sacri o celebrativi da committenti quali la chiesa o privati cittadini (nobili e/o ricchi borghesi) e solo pochi grandi artisti si distinguevano dalla massa di mestieranti più o meno capaci. La pratica del ritratto si afferma proprio nel Rinascimento e continuerà con successo fino all'Ottocento.
A partire dal XIX secolo, con le nuove tecniche fotografiche che consentivano ritratti immediati e molto più fedeli, il pittore di mestiere si trasformò in fotografo o si "riciclò" come illustratore, grafico, bozzettista o caricaturista, e rimase solo il pittore artista, che dipinge basandosi sull'ispirazione personale del soggetto dipinto e molto più raramente sulla commissione di un cliente.
Poiché anche oggi esiste un mercato della pittura, con gallerie d'arte e aste di quadri, è nata una convinzione comune, diffusasi in lungo e in largo, ma senza alcuna base storica, essa afferma che molti pittori "artisti" dipingono in realtà per soldi e per questo motivo non sono dei veri artisti: la realtà è che, pur essendoci tuttora dei committenti paganti che impongono soggetto e tema (come avviene tra l'altro in certe gare private e per appalti pubblici) le opere sono sempre da considerarsi composizioni originali, soggettive e autonome.
Il pittore che dipinge per denaro non può essere considerato un semplice artigiano, perché nonostante il soggetto e il tema imposto, dipinge seguendo la sua individuale "calligrafia" (intesa in senso pittorico), esegue il lavoro secondo il suo stile, impone (e pretende) di pugno una "firma" (riconoscimento) al termine del suo lavoro, cosa che non fa normalmente l'artigiano. Quindi, per tutti questi motivi, il pittore che dipinge su commissione è da considerarsi a tutti gli effetti un artista, un professionista dell'arte.

## Aspetti professionali
I pittori professionisti, che si caratterizzano da chi pratica un esercizio prettamente hobbistico e amatoriale, appartengono ad uno specifico settore professionale, in quanto esiste un sistema dell'arte verificabile, attestante di una riconosciuta e documentabile carriera di notevole entità storica, e in quanto per la loro formazione vi è un percorso accademico - formativo presso le Accademie di Belle Arti (AFAM), rilascianti titoli nelle seguenti classi di laurea e laurea magistrale: L-3 discipline delle arti figurative, della musica, dello spettacolo e della moda, LM-89 Storia dell'arte.